# Ahualulco de Mercado
Ahualulco de Mercado es una localidad del estado mexicano de Jalisco. Es la cabecera del municipio de Ahualulco de Mercado.

## Toponimia
El nombre «Ahualulco» proviene de los términos en náhuatl: atl, agua; yahualoa, rodeado; co, lugar. Su significado es «Lugar rodeado de agua». El nombre «Mercado» rinde homenaje a José María Mercado, sacerdote de la población de Ahualulco y héroe de la Independencia de México.

## Historia
La población de Ahualulco fue fundada en 1531 por Juan de Escárcena con población oriunda de Etzatlán. El 13 de noviembre de 1810, el sacerdote de la localidad, José María Mercado, se adhirió a la causa de Miguel Hidalgo y apoyó la Independencia de México. El 8 de abril de 1844 fue creado el municipio de Ahualulco, con la población de Ahualulco como cabecera municipal. En 1846 la localidad fue renombrada como «Ahualulco de Mercado» en honor a José María Mercado. El 3 de marzo de 1891 la villa de Ahualulco de Mercado recibe la categoría de ciudad.

## Demografía
| Gráfica de evolución demográfica |
|                                  |

| Censo | Población |
| ----- | --------- |
| 1900  | 4 867     |
| 1910  | 5 546     |
| 1921  | 6 097     |
| 1930  | 6 345     |
| 1940  | 6 433     |
| 1950  | 7 330     |
| 1960  | 8 292     |
| 1970  | 9 321     |
| 1980  | 9 974     |
| 1990  | 11 696    |
| 2000  | 14 042    |
| 2010  | 15 512    |
| 2020  | 17 000    |